# Каракал звичайний
Каракал звичайний (Caracal caracal) — вид роду Каракал родини Котових. Довгий час каракала відносили до роду Рись через зовнішню схожість. Близькими родичами каракала є каракал золотий і сервал. Мешкає в саванах, пустелях і передгір'ях Африки, Аравійського півострова, Малій і Середній Азії.
Каракали нічні тварини-одинаки. Довжина тіла сягає 65—82 см, хвоста — 25—30 см. Важить близько 11—19 кг. Народжують в середньому 2—3 дитинчат.

## Назва
Родову назву каракалу дав британський натураліст Джон Едвард Ґрей в 1843 році. Місцева назва «каракал» походить від тур. kara kulak — «чорне вухо», оскільки задня сторона вух у цих «кішок» чорна. У Північній Африці каракала також називають берберійською риссю.

## Опис
Зовні нагадує рись, але менший за розмірами, стрункіший і з однотонним забарвленням. Довжина тіла 65—82 см, хвоста — 25—30 см, висота в плечах близько 45 см; вага становить 11—19 кг. На кінчиках вух розташовані пучки волосся завдовжки до 5 см. На лапах розвинена щітка з жорсткого волосся, що полегшує пересування по піску. Як і в більшості котячих, у каракала добрий зір і слух, який допомагає йому під час нічного полювання.
Хутро коротке і густе, завдяки чому ці кішки витримують нічний холод. Забарвлення залежить від місця проживання. Найчастіше нагадує пуму: піщаний або червонувато-коричневий верх, білуватий низ; з боків морди чорні відмітини. Пензлики і зовнішня сторона вух — чорні. Дуже рідко зустрічаються чорні каракали-меланісти.
Хоча зовні каракал схожий на рись, за морфологічними ознаками він щонайближче до пуми. Близький каракал і до африканського сервала, з яким добре схрещується в неволі.

## Розповсюдження
Мешкає в саванах, пустелях і передгір'ях Африки (за винятком Сахари й екваторіальних джунглів), в пустелях Аравійського півострова, Малій і Середній Азії. Зустрічається в пустелях південного Туркменістану, на узбережжі Каспійського моря доходить до півострова Мангишлак, на сході іноді з'являється в Бухарській області Узбекистану. Доволі рідко трапляється в Індії.

## Харчування
Майже завжди каракал виходить на полювання вночі. Проте взимку й навесні він з'являється і вдень. Хоча у каракала довгі ноги, довго бігти він не може, тому полює, підкрадаючись до жертви, і наздоганяє її великими (до 4,5 м в довжину) стрибками. Під час кожної мисливської вилазки каракал обстежує дуже велику територію. Найважливішими органами чуття каракала є зір та слух. Володіючи надзвичайною швидкістю реакції і дуже гострими втяжними кігтями, каракал здатний вихопити декілька птахів зі злітаючої зграї. Проте за головні об'єкти полювання правлять піщанки, тушканчики, ховрахи, зайці-толаї, частково дрібні антилопи, в Туркменістані — джейрани. Іноді здобуває молодих страусів, їжаків, рептилій, комах, невеликих хижаків на кшталт лисиці чи мангуста. Може викрадати свійську птицю, нападати на ягнят і кіз. Рідше каракал очікує на здобич біля водопою. Він дуже добре лазить по деревах та може застрибнути на гілку, розташовану на висоті 2 м. Це допомагає йому полювати на птахів, що сплять на нижніх гілках.
Каракал здатний довгий час обходитися без води, отримуючи рідину зі з'їденої здобичі. Подібно до леопарда, каракал затягує вбиту дичину на дерево, щоб заховати її від інших хижаків.

## Спосіб життя

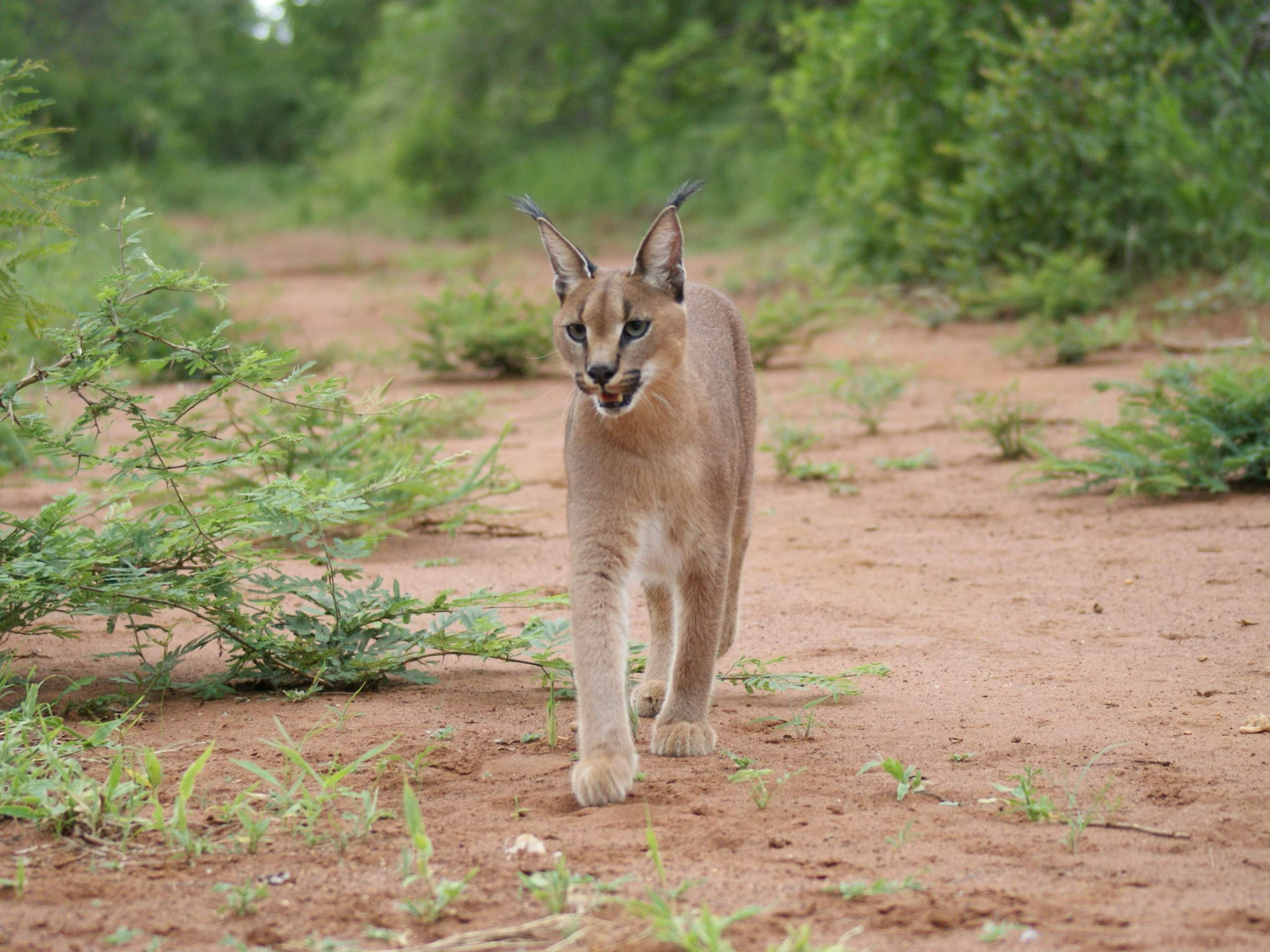
Дорослий каракал

Каракал проявляє активність переважно вночі, вдень ховається в укритті серед скель, у печерах й заростях. Проте взимку і весною з'являється і вдень. Площа території одного каракала в Африці коливається від 4 до 60 км²; особини, що живуть в азійській частині ареалу, мешкають на ділянках площею від 200 до 300 км². Території самців можуть перетинатися одна з одною, в той час як самиці ніколи не потерплять присутності іншого каракала поблизу свого житла.
Притулками йому служать міжгір'я скель і нори їжатців та лисиць; іноді вони використовують їх декілька років поспіль. Самці займають великі території, а території самиць скромніші, розташовуються на периферії. Мешкає каракал у доволі різних біоценозах: лісах, чагарниках, пустелях, кам'янистих місцинах (можуть забиратися на висоту до 3 000 м над рівнем моря). У порівнянні із сервалом, посушливий клімат каракал переносить набагато легше. Найулюбленіше місце — це територія лісового масиву, що поступово переходить в рівнину.
Завдяки захисному кольору шерсті він майже повністю зливається з навколишнім пейзажем. Живуть каракали протягом 12—17 років.

## Розмноження

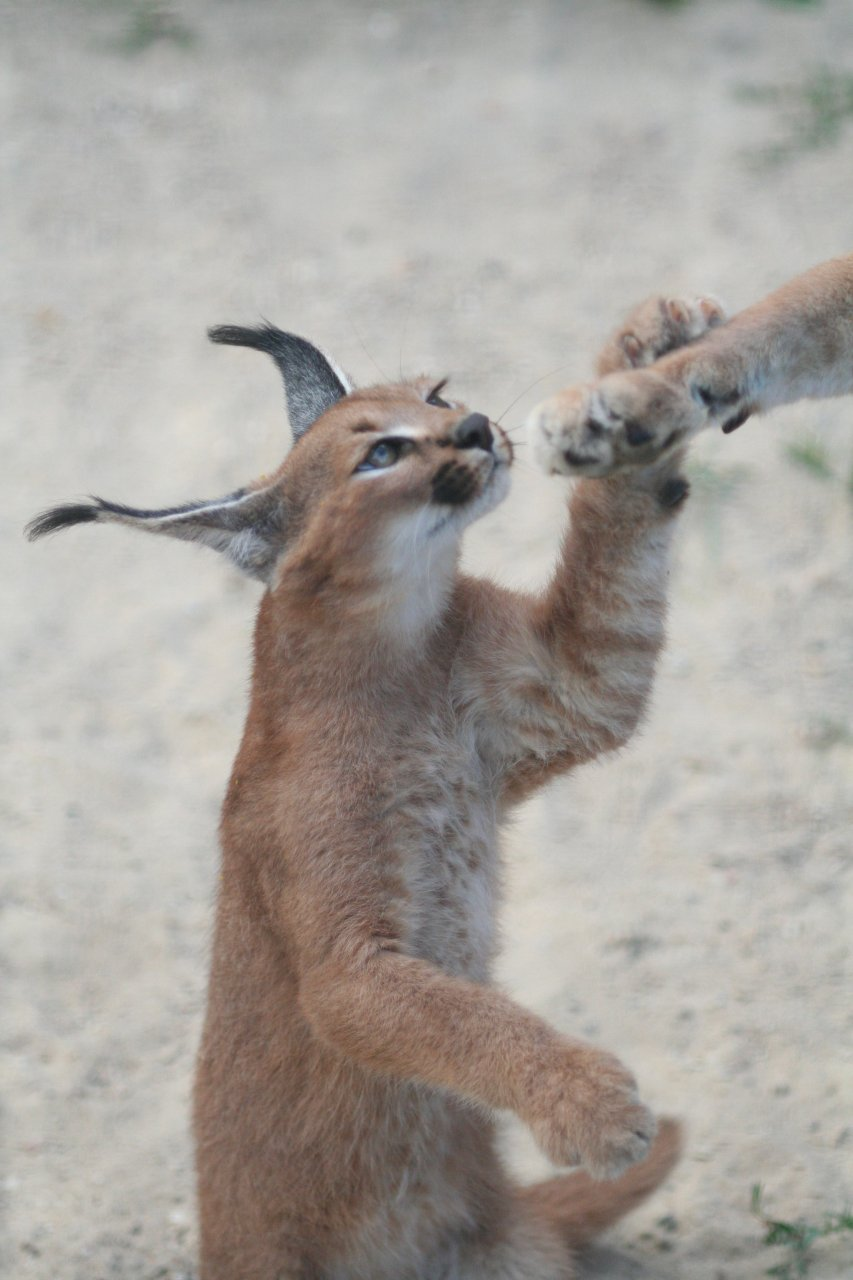
Молодий каракал

Розмноження можливе протягом цілого року. Самиця може мати до трьох партнерів і на короткий час утворює шлюбну пару. Після вагітності, яка триває 78—81 діб, народжується 1—6 дитинчат (у середньому 2—3). На першому тижні кошенята не виходять з лігва, що зазвичай міститься в дуплі, скельній ущелині або покинутій норі. Перші 10 днів кошенята сліпі й цілком залежать від матері. Дитинчата каракала мають чорні плями, які згодом зникають і в дорослому віці зостаються лише на морді.
До досягнення ними місячного віку самиця кілька разів на день переносить їх з одного лігва в інше. Коли кошенятам виповнюється 5—6 тижнів, вони починають потроху вилазити з лігва й пустувати біля входу в нього під пильним наглядом матері. У віці 2 місяців кошенята починають їсти тверду їжу. У 6 місяців молоді каракали покидають матір і оселяються в своїх володіннях. Статевозрілими стають у 16—18 місяців.

## Каракал в історії, приручення
Каракали легко приручаються. У Азії (Індія, Персія) з ручними каракалами полювали на зайців, фазанів, павичів і дрібних антилоп. В давнину таке полювання було дуже популярне на Сході; у Індії каракала називають «маленьким гепардом» або «гепардом для бідних», оскільки на відміну від гепардів каракала відловлювали і тримали небагаті люди. Тепер таке полювання — рідкість.

## Статус популяції і охорона
В Африці, особливо Південній, каракал досить звичайний і вважається шкідником. Існує особлива культура полювання на каракала: його підманюють приладами, що імітують крик пораненого зайця або миші, і вночі стріляють з-під фар. Крім того, в Південній Африці каракалів використовують, щоб відганяти птахів (переважно цесарок) зі злітно-посадкових смуг військових аеродромів.
Азійські підвиди каракала набагато рідкісніші і занесені до Додатку II CITES.

## Підвиди
Підвиди каракала пустельного та їхнє поширення:
- Caracal caracal caracal — в Судані і Південній Африці,
- Caracal caracal algira — в Північній Африці,
- Caracal caracal damarensis — в Намібії,
- Caracal caracal limpopoensis — в Ботсвані,
- Caracal caracal lucani — в Габоні,
- Caracal caracal michaelis — в Туркменістані (вимираючий підвид, не більше 300 особин),
- Caracal caracal nubicus — в Судані і Ефіопії,
- Caracal caracal poecilictis — в Нігерії,
- Caracal caracal schmitzi — від Аравії до Передньої Індії.

## Галерея

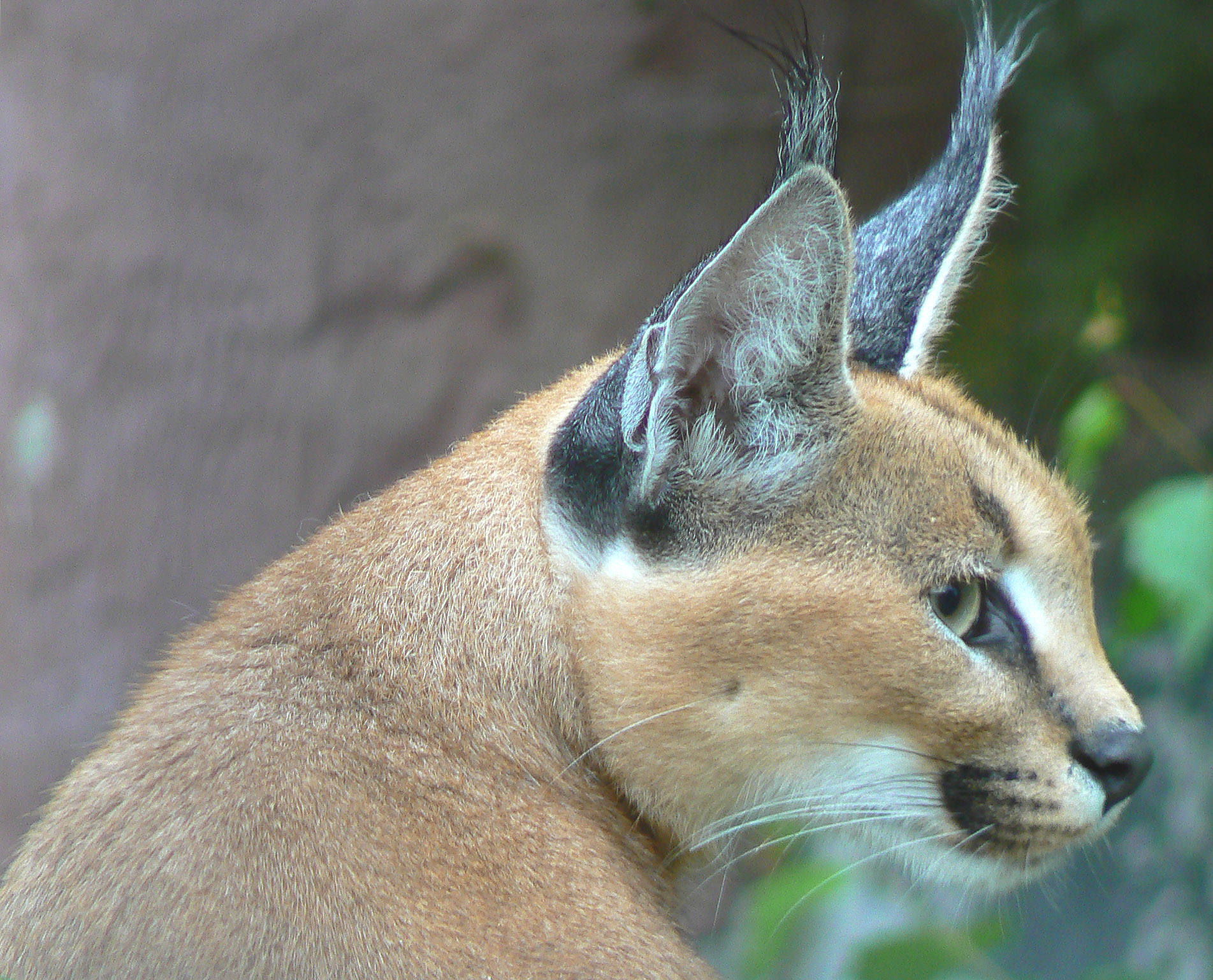
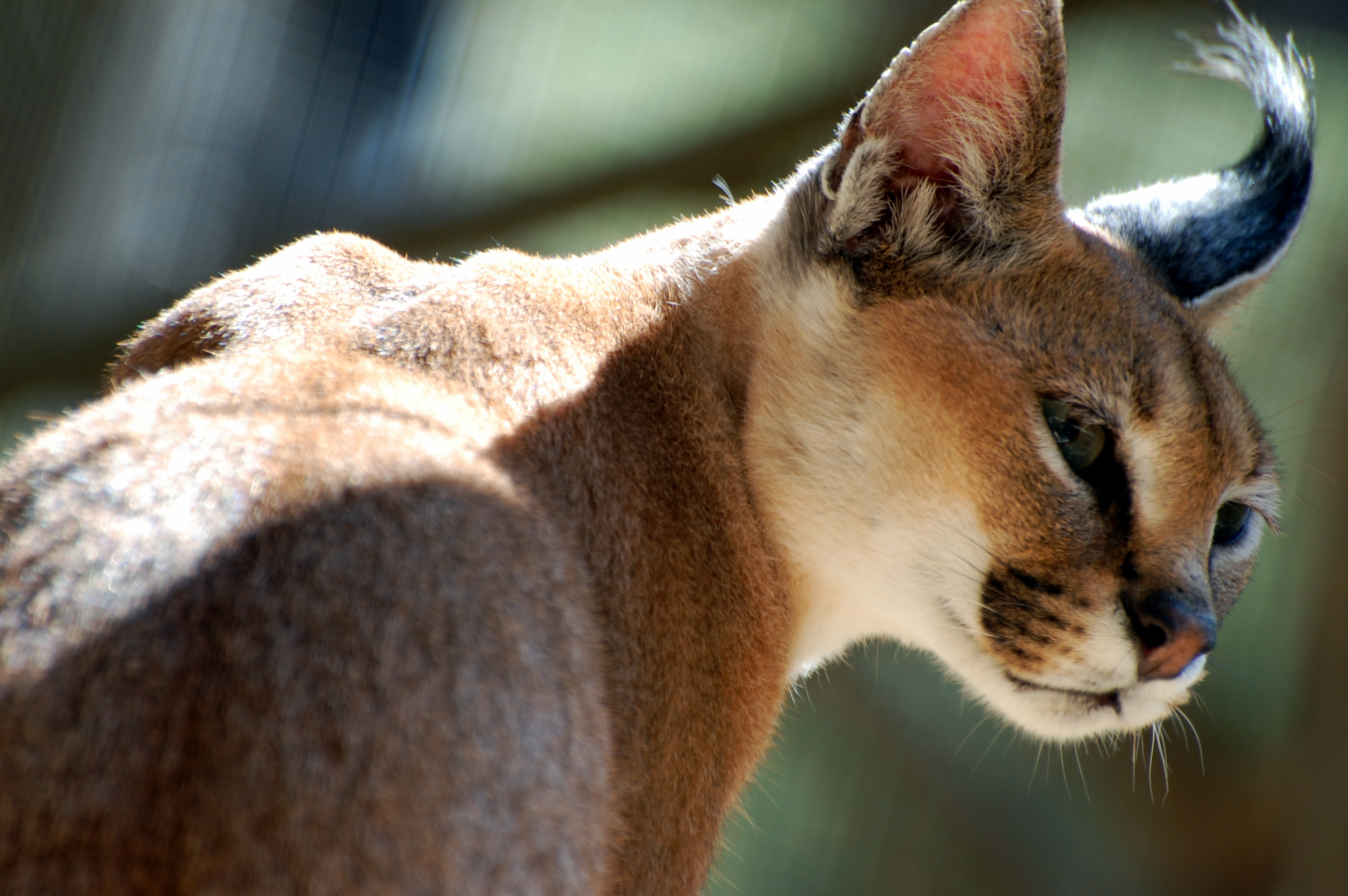
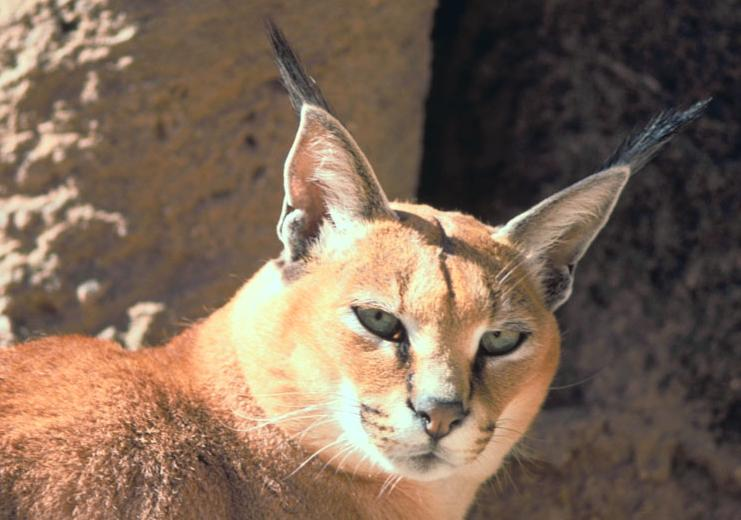
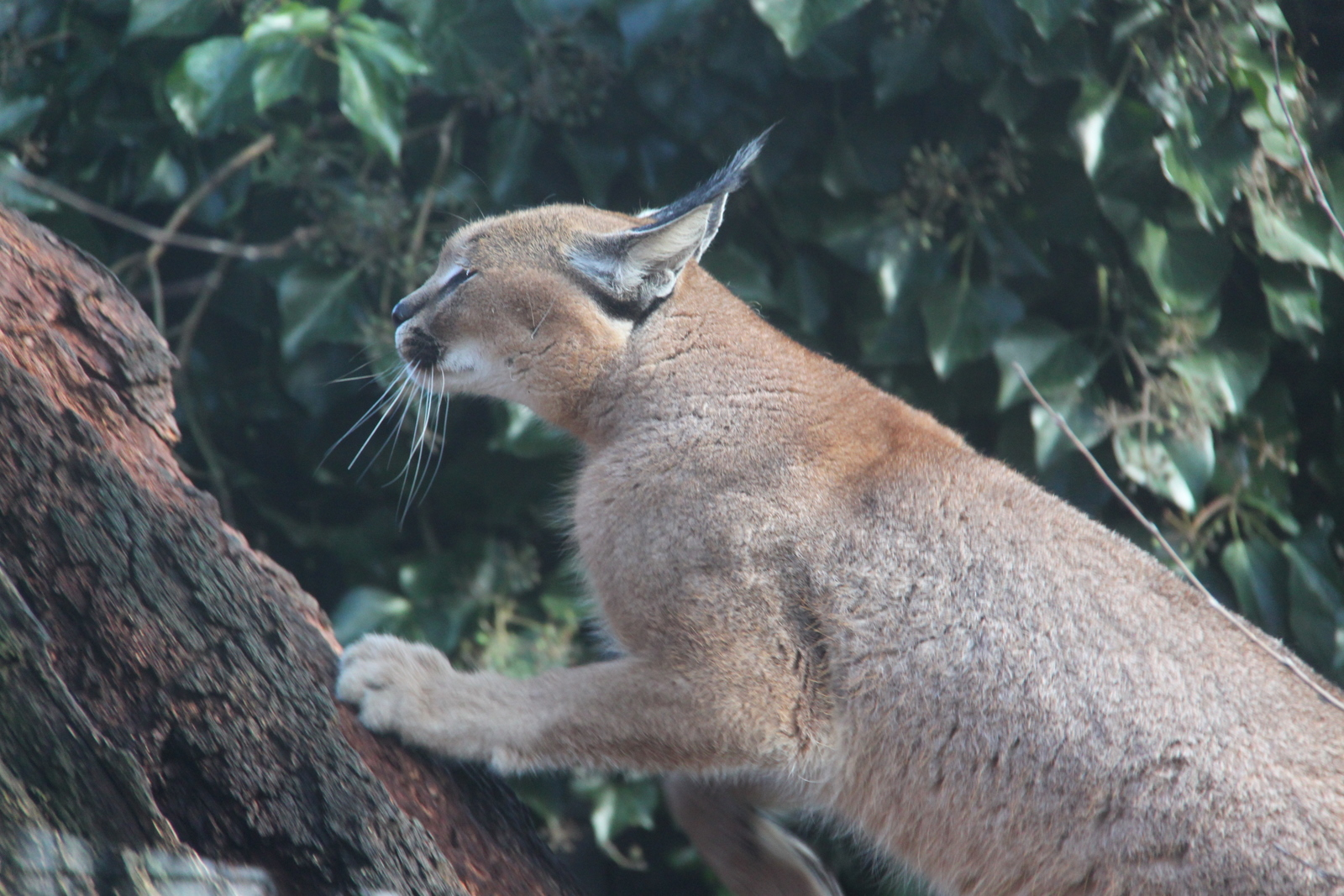
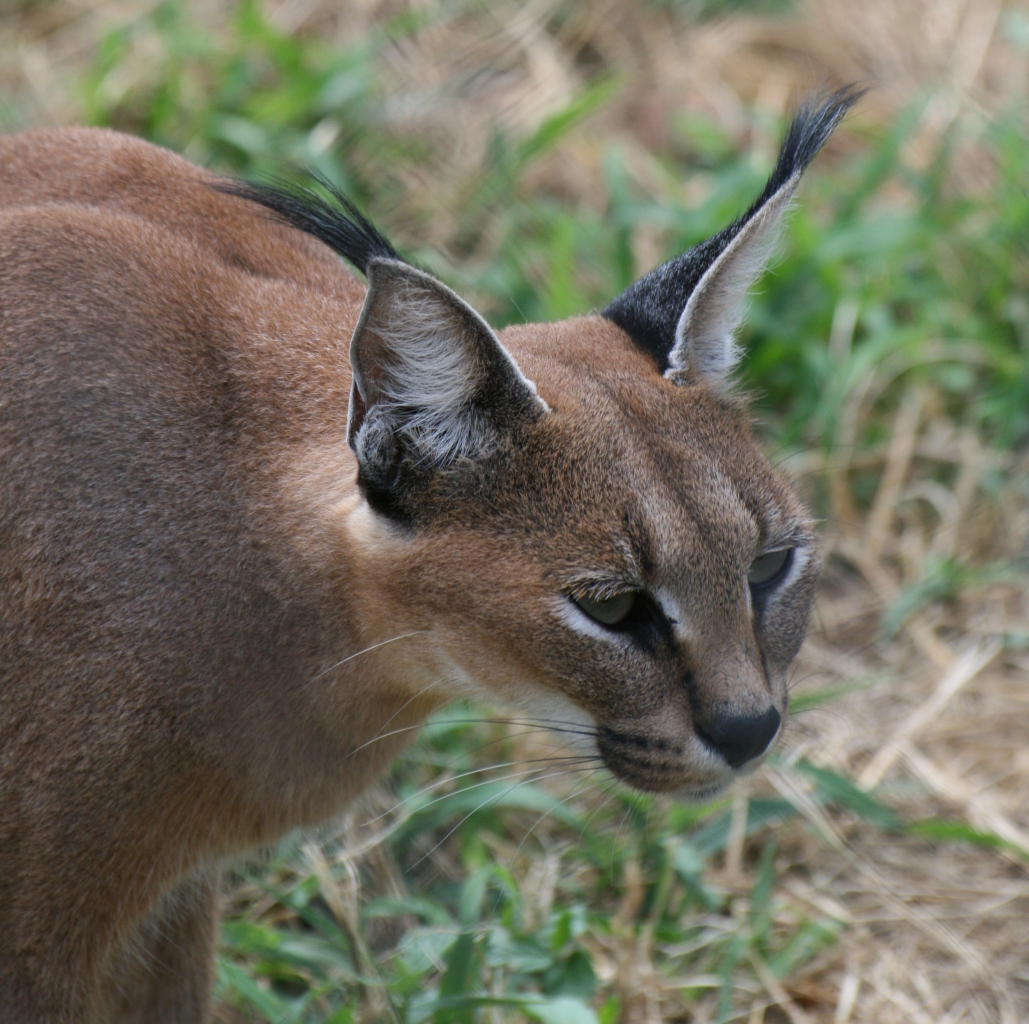
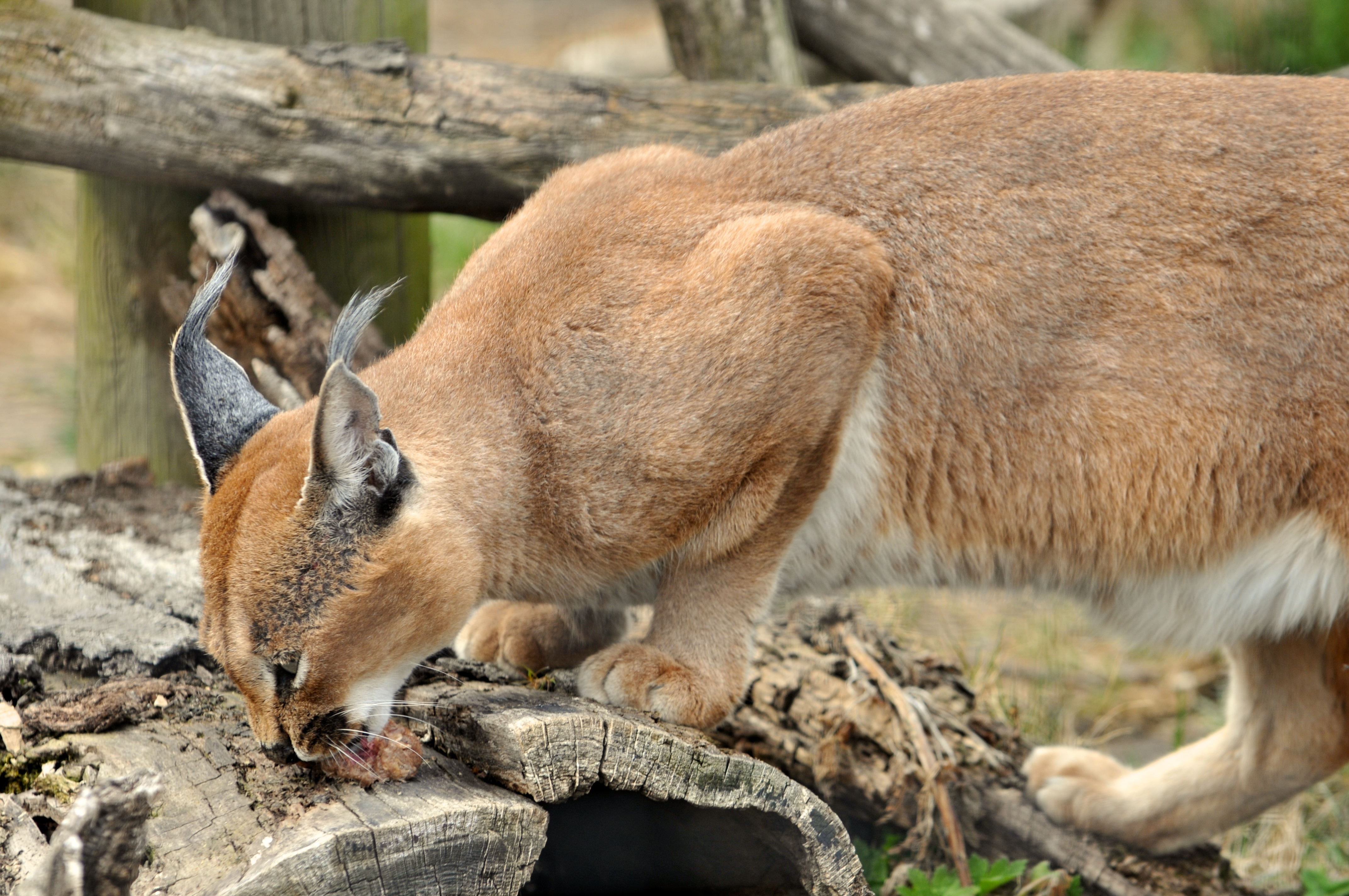
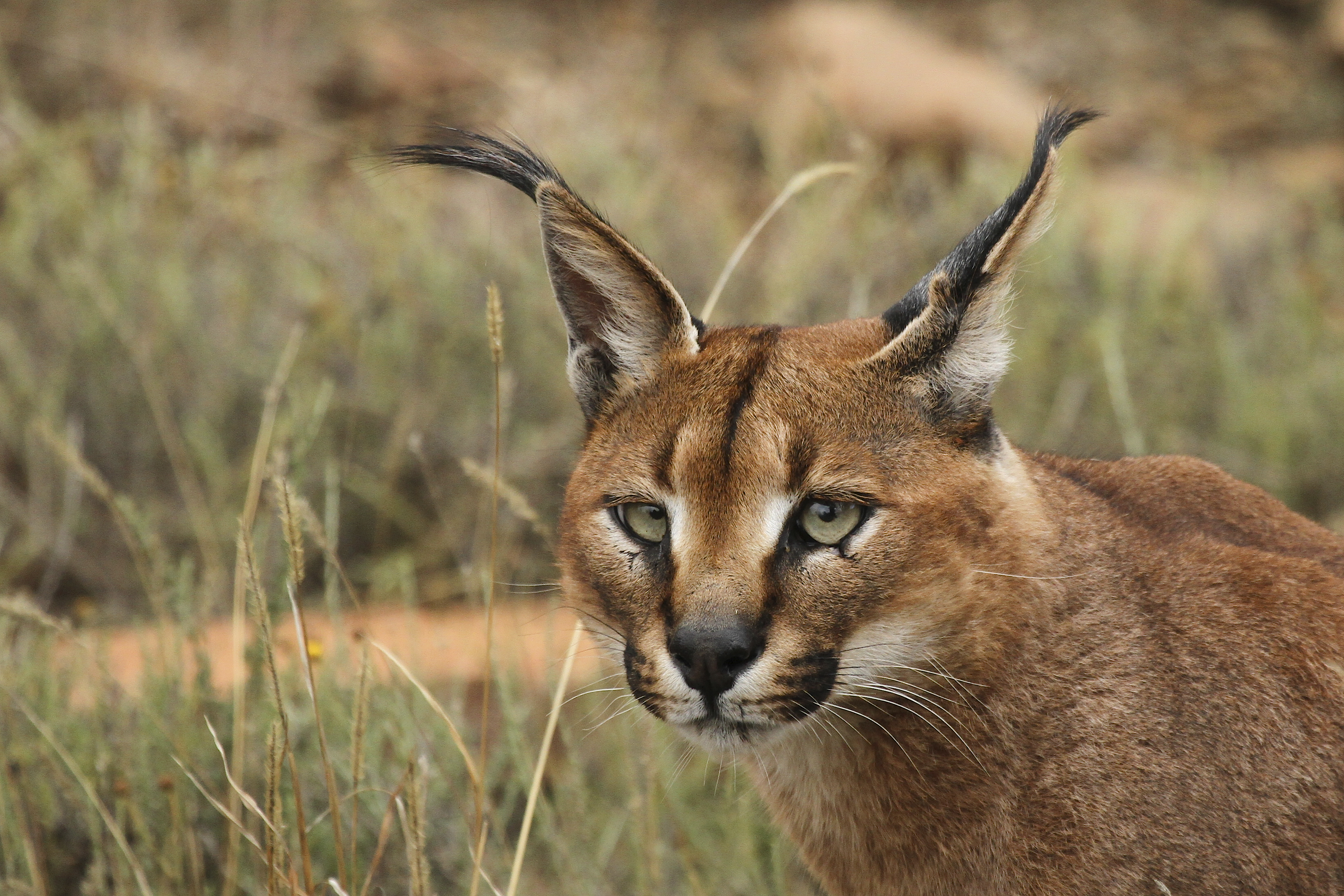
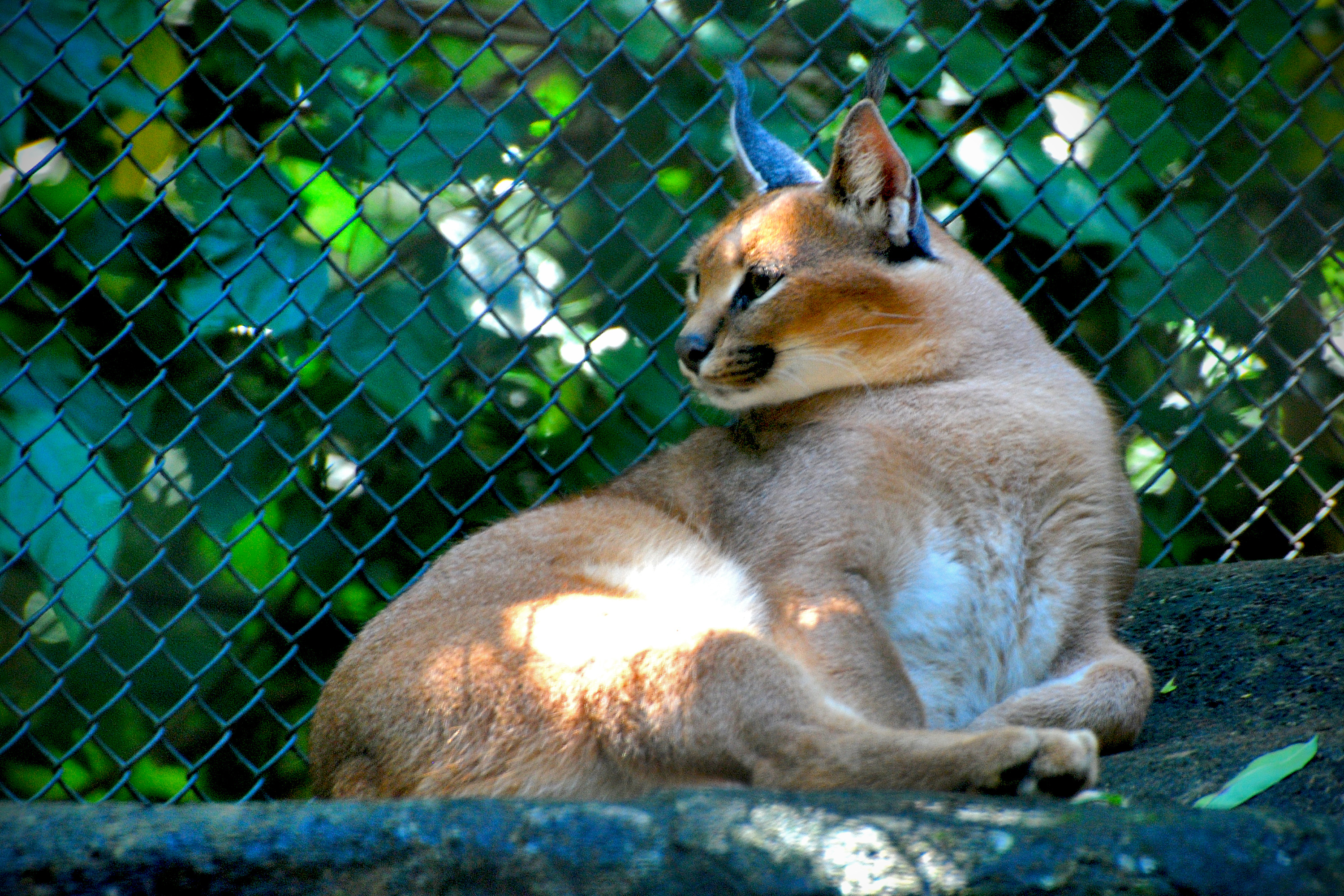
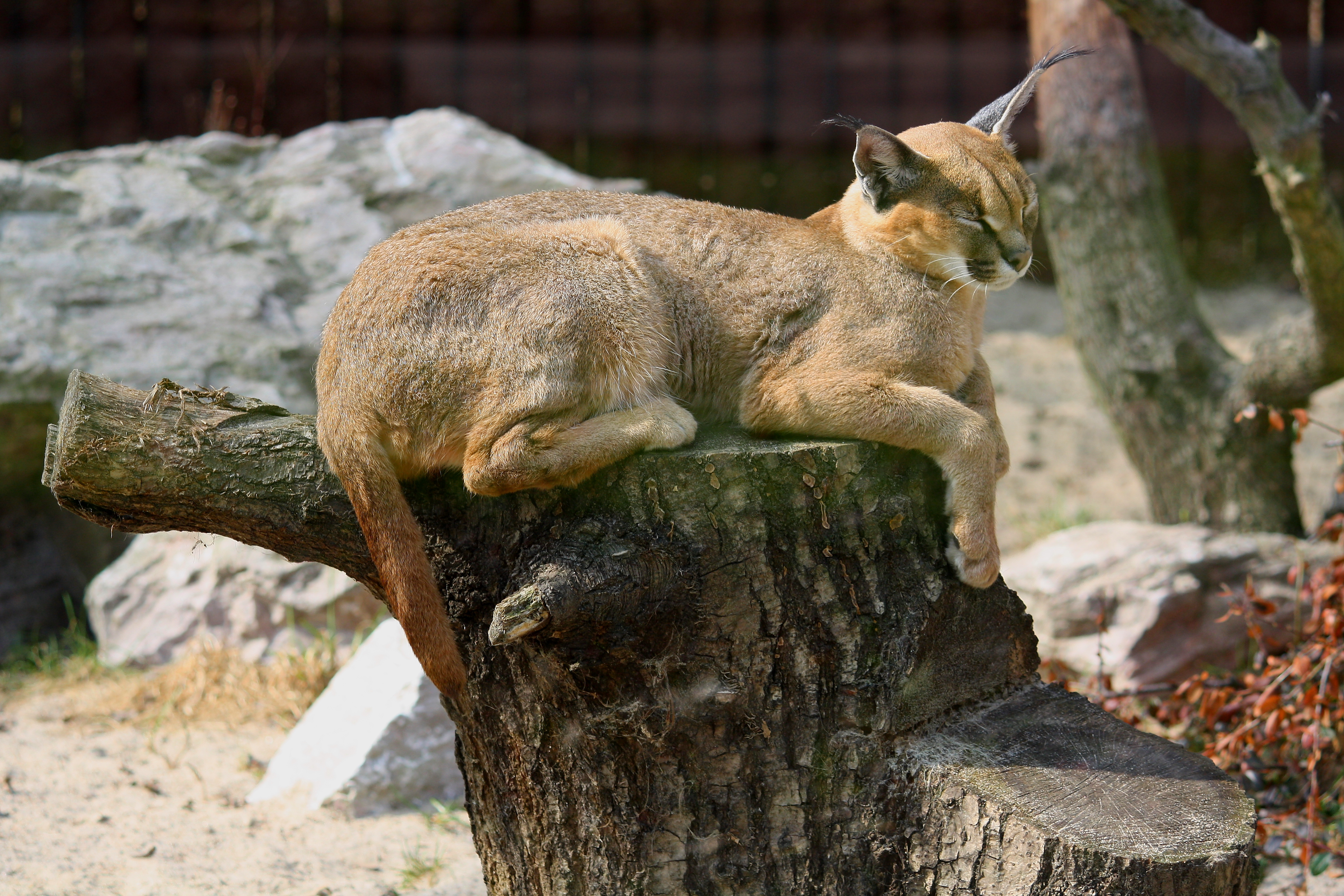
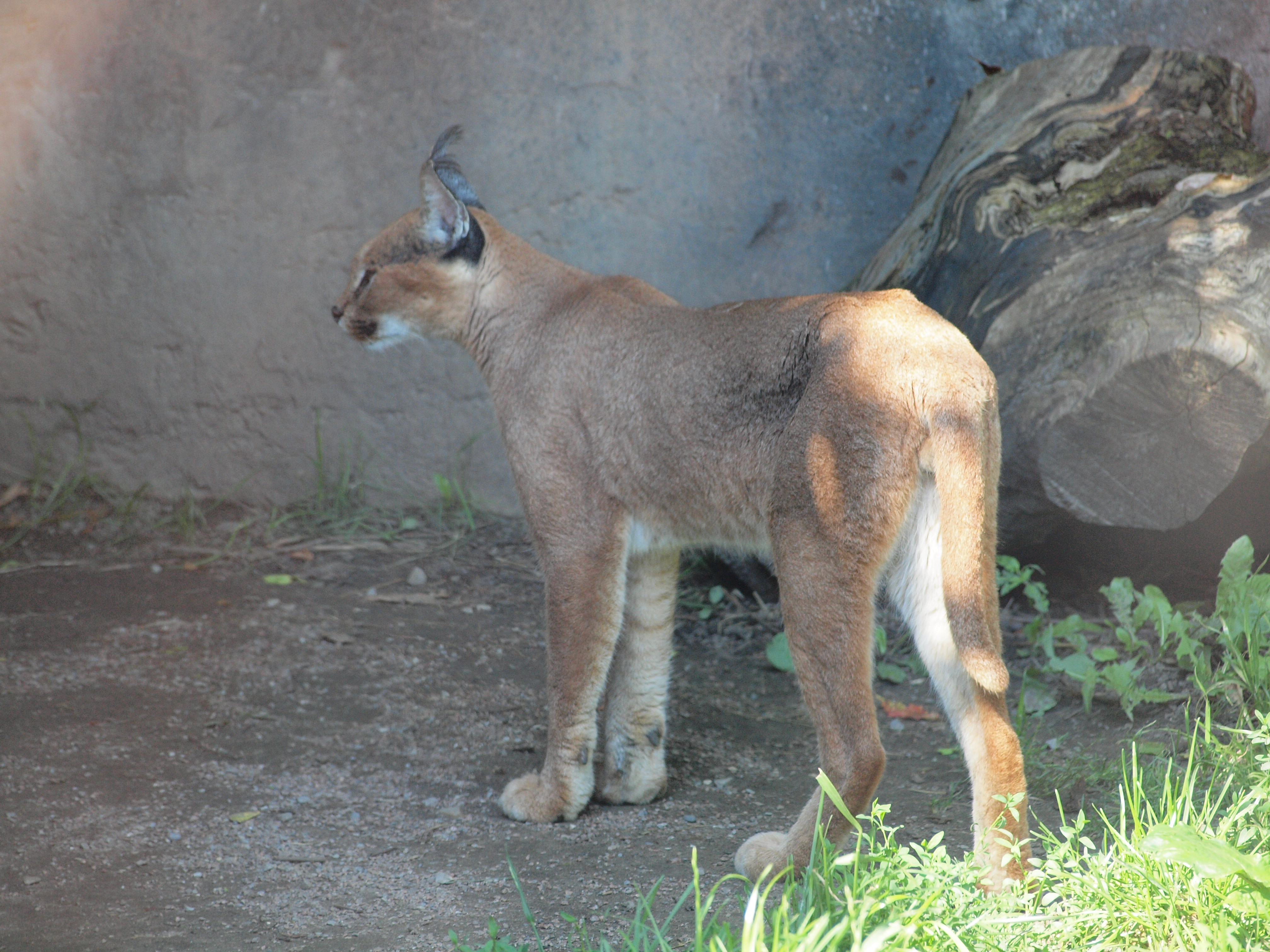
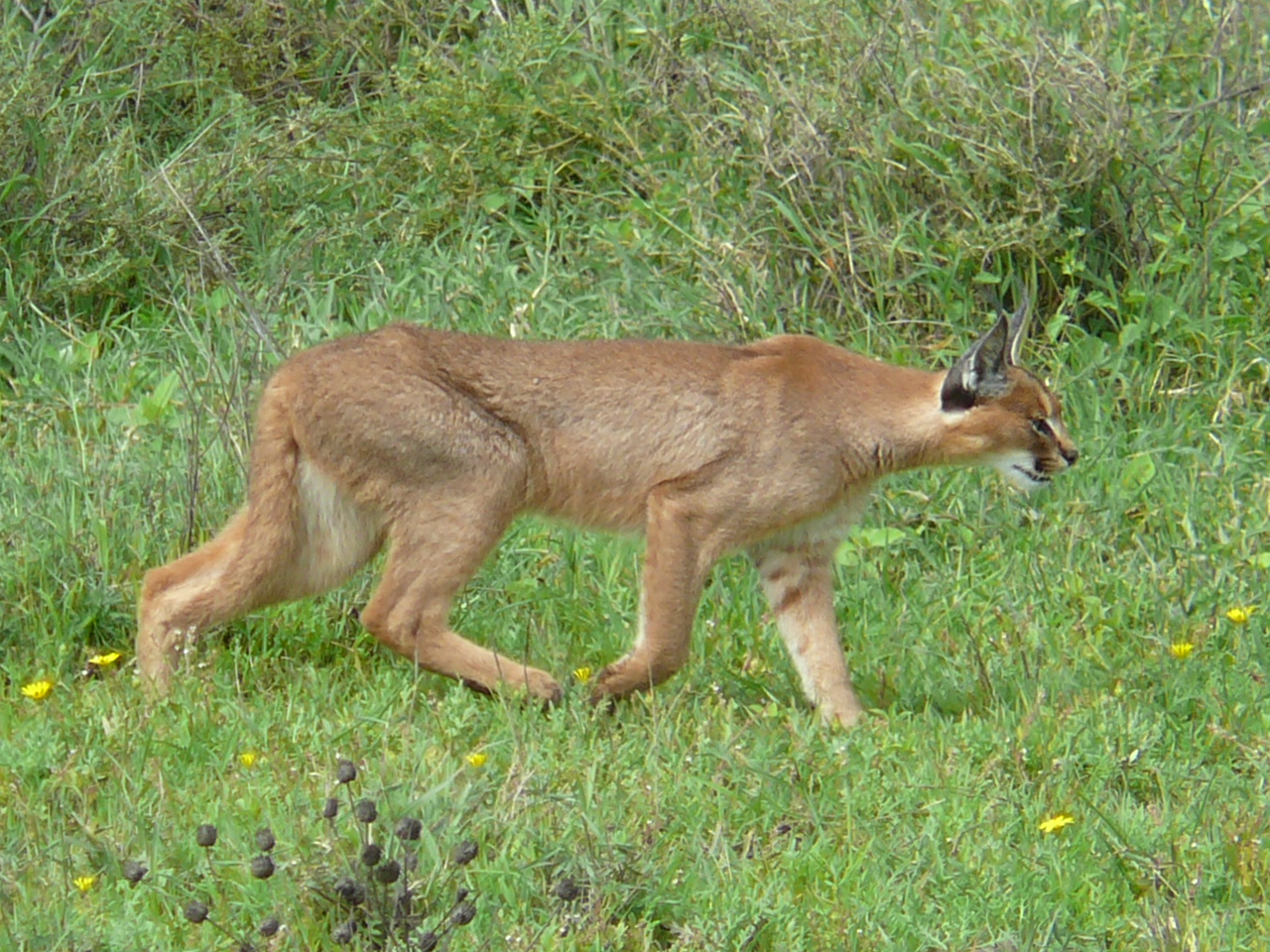
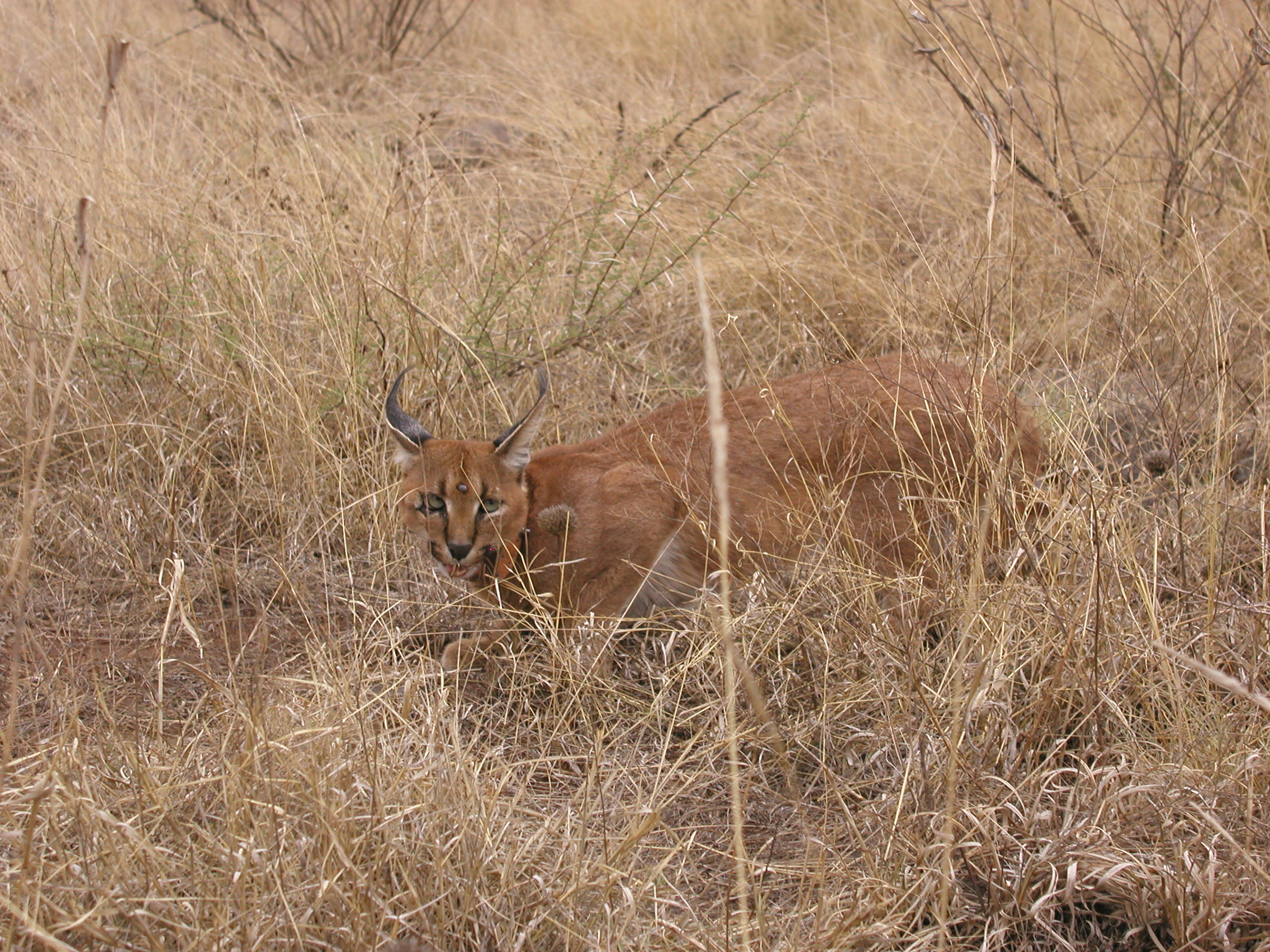
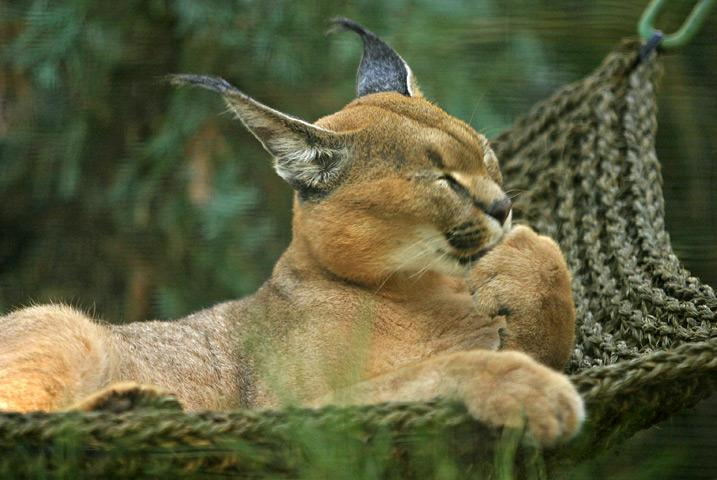
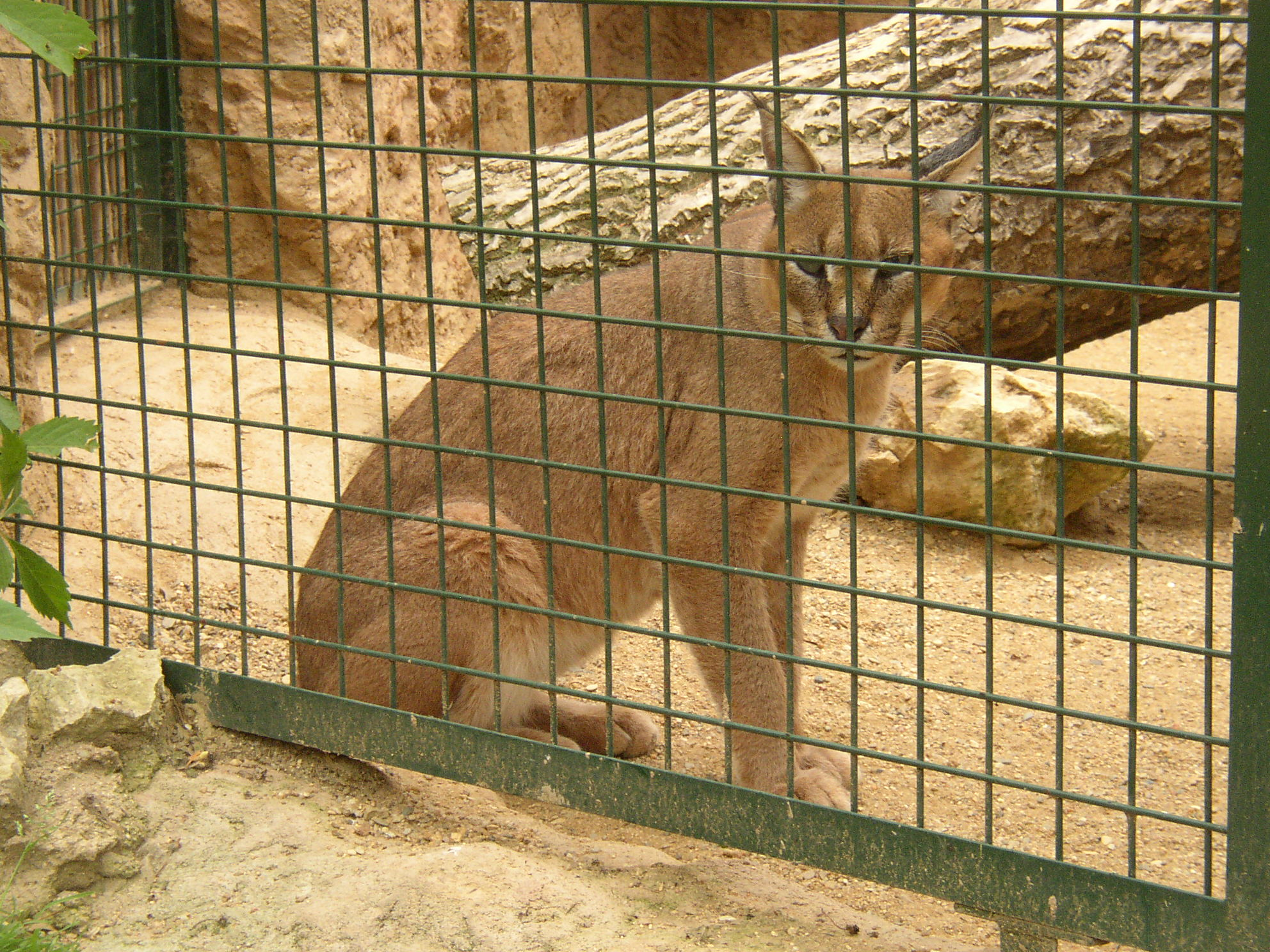